# 鈴木史華
鈴木 史華（すずき ふみか、1971年10月11日 -  ）は、日本の元タレント、元レースクイーンである。1990年代後半を中心に活動していたが、2005年（平成17年）、一身上の都合により芸能界を引退した。

## 人物
栃木県生まれ。趣味・特技は、カラオケとブリッジで、書道は三段の実力である。なお
デビュー当時は1974年生まれだった。
1994年（平成6年）、スポーツランドSUGOのサーキットクイーンとしてデビューし、その後は女優、タレントなどとしても活動した。1996年（平成8年）から務めた呉工業（Kure）によるレーシングチームでのレースクイーンとして最も知られ、1998年（平成10年）には『ファイブスターガール』（ポニーキャニオン主催）にも選出されている。
所属事務所の変遷は、ブロードアベニュー→ ユーツー→ テイク・ズウ→ （有）スピカ、であった。

## 経歴
- 1995年 avexレースクイーン
- 1996年 KUREレーシングチーム with NISMOレースクイーン
- 1996年 サッポロビール『夏の海岸物語』キャンペーンガール
- 1997年 KUREレーシングチーム with NISMOレースクイーン（シーズン途中まで）

## 出演

### テレビ
- トゥナイト2（テレビ朝日）
- とんねるずのみなさんのおかげです（フジテレビ）
- BREAK!（読売テレビ系）
- 紳助のサルでもわかるニュース（読売テレビ系）
- 『夢の船未来丸』 （テレビ東京）
- 金髪先生（テレビ朝日）
- 高校講座『情報A』（NHK教育）
- 『もっともっとTV』
- 『マンデースポーツ』
- グラビアの美少女（MONDO21）
- えすえふ（フジテレビ）

### CM
- シャープ『液晶ビューカム』
- タカラ『チョロQ』
- トヨタ自動車『RAV4』 - RAV4ガールズも務めた
- ミノルタ デジタル複写機『DiALTA』

### Vシネマ
- 日本極道史 野望の軍団1・2（1999年） - じゅんちゃん

### 写真集
- Mania
- いとおしく愛
- SUZU
- 陽のあたる場所
- awesome
- deep f
- Seduction
- Five
- Six

### CD
- Kittoいつかもう一度　作詞/Akkie+鈴木史華＆関ユリヤ（関睦人）作曲/Akkie

### ビデオ
- Five
- Seduction
- SIX
- フロウ
- WILL
- Natura
- deep f
- BLACK VELBET
- 鈴木史華×片石貴子 Remix

### DVD
- deep f
- JAm
- フロウ
- WILL
- recollections
- Natura
- Five
- Six

### ゲーム
- 金田一少年の事件簿 星見島 悲しみの復讐鬼（渚ちはる）
- ファンタズム（エイドリアン／セガサターン版吹き替え）